# Trachurus longimanus
 Trachurus longimanus és una espècie de peix de la família dels caràngids i de l'ordre dels perciformes.

## Morfologia
Els mascles poden assolir els 22 cm de longitud total.

## Distribució geogràfica
Es troba al sud-est de l'Atlàntic i a l'Índic.